# جيمس كوزينز
جيمس كوزينز (بالإنجليزية: James Cousins)‏ هو ناشط حق المرأة بالتصويت ‏ ومؤلف وشاعر أيرلندي، ولد في 22 يوليو 1873 في بلفاست في المملكة المتحدة، وتوفي في 20 فبراير 1956 في Madanapalle ‏ في الهند.